# Gloucester Road
Gloucester Road – stacja metra londyńskiego na terenie Royal Borough of Kensington and Chelsea, leżąca na trasie trzech linii: District Line, Circle Line i Piccadilly line. Powstała w 1868 roku. W roku 2009 skorzystało z niej ok. 13,734 mln pasażerów. Należy do pierwszej strefy biletowej.

## Galeria

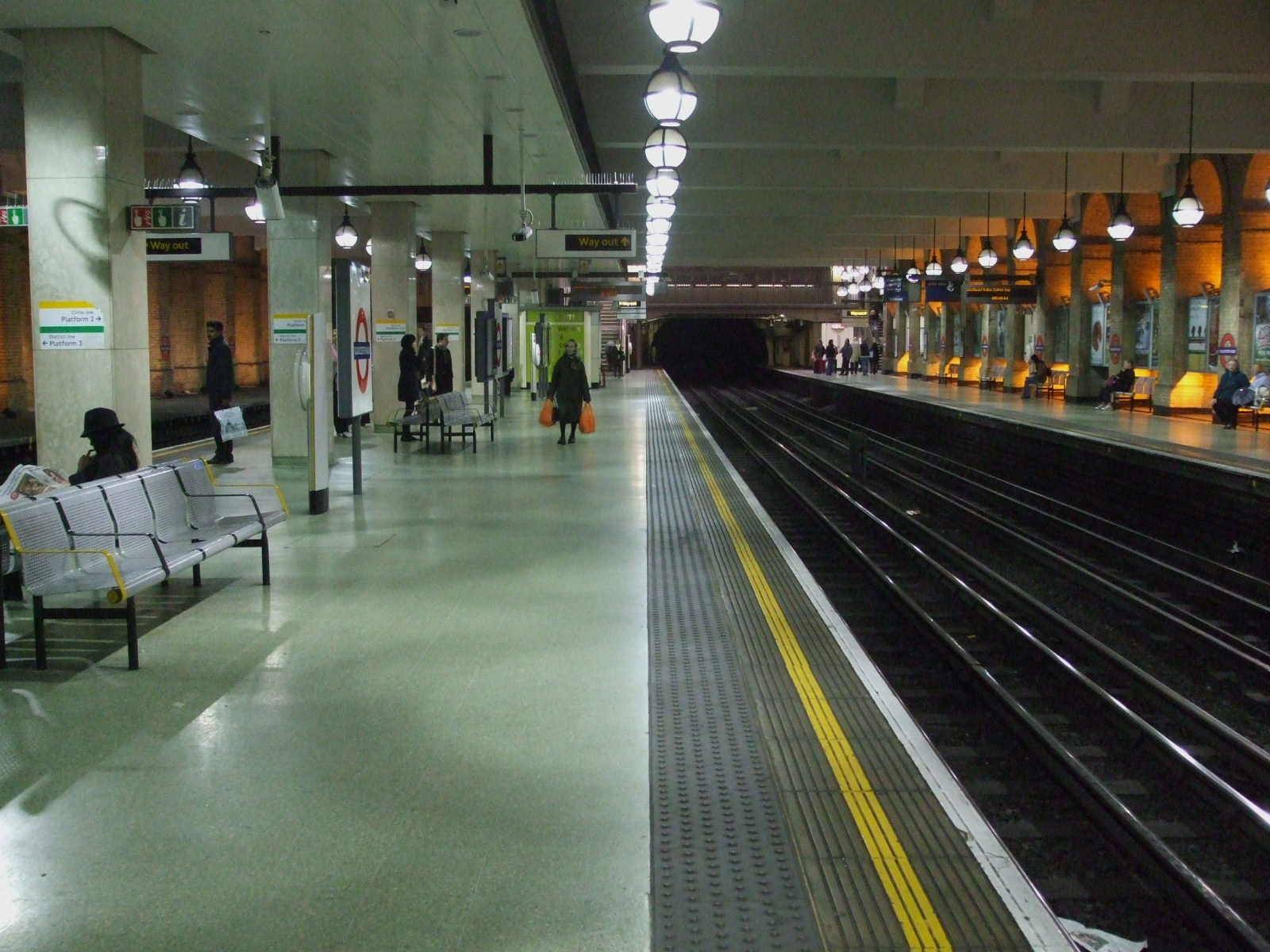
Wspólne perony Circle i District Line
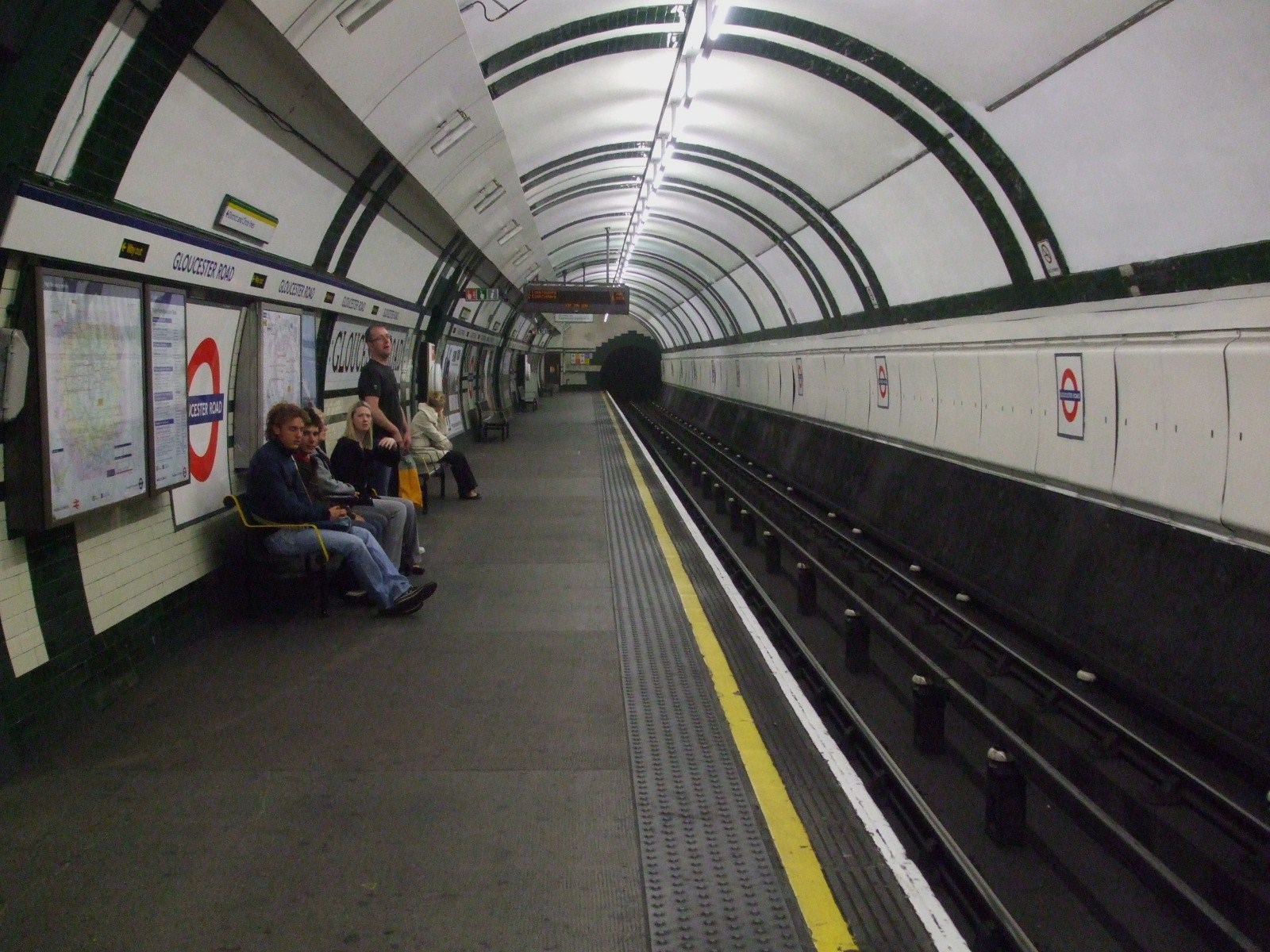
Jeden z dwóch peronów linii Piccadilly
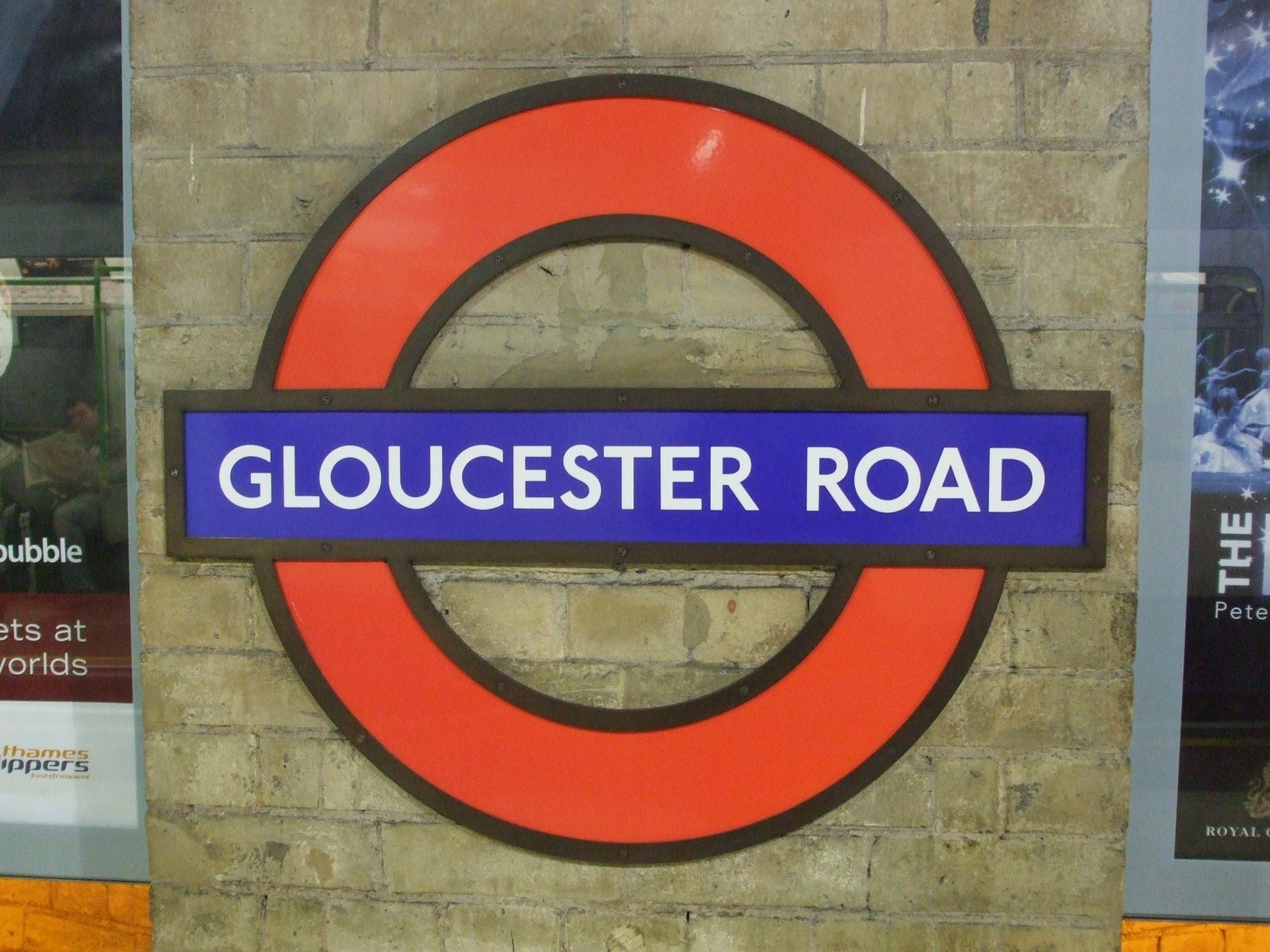
Logo stacji
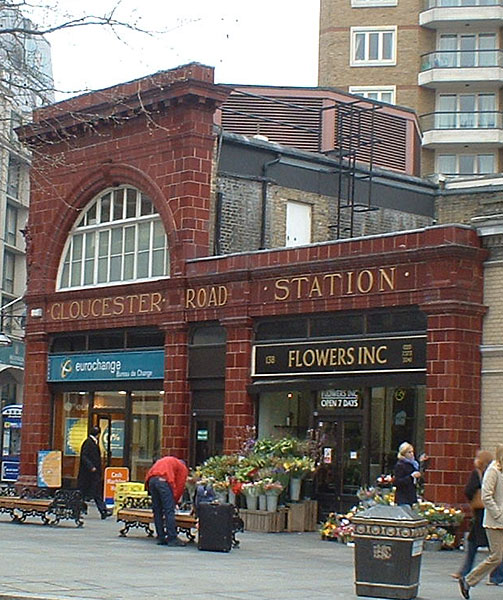
Budynek stacji od strony wejścia na perony linii Piccadilly